# プリンセス・マサコ
『プリンセス・マサコ -菊の玉座の囚われ人』（ プリンセス・マサコ きくのぎょくざのとらわれびと、英語: Princess Masako: Prisoner of the Chrysanthemum Throne）は、オーストラリア人ジャーナリストのベン・ヒルズ（Ben Hills）が、2006年に発表したノンフィクション書籍である。ランダムハウス・オーストラリアから出版された。
皇后雅子（当時は皇太子妃）を題材に「3年余、60人に及ぶ取材で得た証言をもとに、彼女の苦悩と生い立ちを描いた」、宮内庁や日本社会の批判を主題とした作品である。日本では当初の翻訳書発売が批判対象となった宮内庁と、外務省からの抗議に遭い、出版社の講談社が出版中止し、第三書館が講談社版の削除した記述を復活させた完訳版を発売した。日本の新聞・雑誌なども政府に追従して日本語訳宣伝広告の掲載を拒否し、このような経緯は日本政府による検閲とされて批判された。

## 内容
日本語訳者の藤田真利子によれば、本書は事実と推測と意見を書き、噂は噂であることが分かるように記述されている。また日本語版は、ヒルズ自身の手で訂正を加えた原書第2版を元に翻訳された。
皇太子と雅子の結婚当日の朝、「黒衣の男たち」（宮内庁職員）に迎えられて雅子が実家を出る場面にヒルズが受けた暗い印象から始まり、イギリス王室の結婚式と比較し、賢所での厳かで興味深い結婚の儀式が公開されない閉鎖性を不満を込めて説明する。また外国生活の長かった雅子に対し、宮内庁が「日本人的」でないと批判し、親族が水俣病原因企業関係者であることを建前にして反対したり（5章）、旧宮家・華族や学習院のOG会組織による、2代続けて庶民から皇太子妃を選んだことを恨んだ反雅子キャンペーンなどがあったと説明する（1章）。
続いて、夫妻それぞれのルーツが語られ、雅子妃の海外と日本を巡った少女時代から外務省入りし、お妃候補になるも固辞してトップレベルの外交会談で通訳を務める頃までの軌跡（2・6章）、父・小和田恆の優秀な家系やその人物像を紹介する（2章）。また明治天皇から皇太子徳仁親王の父・明仁天皇に至るまでの皇室の家庭事情、皇太子がなかなか妻を見つけられない事情を説明する（3章 - 6章）。
皇太子は雅子を忘れられず再び結婚を申し込む。父・恆も固辞したものの、外務省の威信を高めたいと考える官僚たちの強い説得に押され、最終的には娘自身に判断を任せる。雅子は外務省で女性がキャリアを築く難しさを悟ったことや皇太子側の熱意などにより結婚を決意する。併せて、宮内記者会が宮内庁の意向の言いなりで、嶋中事件などの影響でヤクザをバックに持つ右翼団体の脅威に怯え、皇室記事に対する自己検閲を行うことが説明される。（6章）
2人は仲睦まじい夫婦となったが、宮内庁は雅子妃に公式な発言を控えさせ、彼女と友人たちとの個人的な接触にいい顔をせず、結婚後の3年間で実家の家族と会ったのは5回のみである。公務は多忙だが、欧米王室と違い毒にも薬にもならないもので、慈善活動に深く関わることは禁じられる。また約束されたはずの皇室外交は、天皇・皇后が皇太子時代37か国を訪問していたのに比べ、5年間に2回のみだった。これは宮内庁長官だった湯浅利夫が後に認めたように、彼らに「お世継ぎ」が誕生しないために、宮内庁側が加えた制限である。（7章）
天皇・皇族の生活は職員らが制限し、天皇の望みですらほとんど聞き入れない。さらに戦後、皇室は財産を失い、ビジネスも禁じられ税金に依存する生活を送らざるを得ず、またそのために非難を受ける。一方で職員は多すぎリストラが必要との指摘を受けている。さらに皇位継承については、女性天皇が認められず男性皇族が減って高齢化し、消滅が予想される危機を抱えている。レズリー・ダウナーは、皇太子夫妻が天皇夫妻から、毎月生理があったかどうかを尋ねられるという記事を書いた。ヒルズは産婦人科医の発言を引き、夫妻の不妊の原因は年齢的なことと共に使用人らの詮索やマスコミ、皇室グルーピーの追跡が生むストレスであると指摘する。（7 - 8章）
6年後、雅子妃は一度妊娠するが流産し、宮内庁はようやく治療の専門家を手配した。これほどまでに治療開始に時間がかかったのは、雅子妃の宮内庁医師への不信とも伝えられるが、それ以前に不妊治療を恥とみなす世界的にみて遅れた日本の状況がある。皇太子側の男性不妊症の可能性も外国報道された。体外受精のエキスパートである担当の医師は成功に自信があると語ったが、その姿勢は旧弊な宮内庁の反感を受けた。治療は成功し、2001年12月に敬宮愛子内親王が誕生する。（7 - 8章）
しかし生まれたのが男子でなかったために、海外訪問の制限は続き、担当医師が辞任、湯浅は会見で公然と「もう一人」を要求する無神経な言動をする。雅子妃は帯状疱疹による静養に入ったが、やがてそれは長期になり、明らかにうつ病と疑われる状態になった2004年、皇太子は会見で妻の危機的状況を説明し、社会に衝撃を与える（人格否定発言）。だが宮内庁の対応は精神病に対する偏見から消極的で、ようやく発表された病名は「適応障害」であった。また雅子妃に対する天皇・皇后・秋篠宮の発言は彼女への批判と報道で解釈され、皇太子は謝罪に追い込まれた。（8・9章）
職員らは皇太子妃の健康状態を心配するよりも、公務や祭祀ができないことを非難し、悪意の噂を流した。病状が発表されて2年後の2006年12月、ようやく認知療法の専門家大野裕が担当医師として選ばれた。しかし日本の有力者や皇室ライター、ネット上の悪意の声は彼女が病気であることを認めようとしない。2006年には秋篠宮夫妻に男児・悠仁親王が誕生したが、皇位継承危機の根本的問題は解決していない。（9・10章）
当人たちの心を無視して皇太子夫妻の離婚や皇籍離脱などもささやかれ始めたが、皇族の離婚は難しい。ヒルズはこの物語の先に光が見えず、雅子妃が義理の母・皇后美智子と同じく目の光を失い、決まり文句をささやく存在になり、友人や家族との関係も絶たれ、国のためにあきらめた人生を後悔して生きていくことになるだろうと述べて、この著作をしめくくる。（10章）

## 日本語版出版を巡る経緯
日本語版は2007年3月に、講談社から発売される予定であった。同年2月、日本の宮内庁と外務省は、本作品の内容に重大な事実誤認があるとして、著者に抗議した。宮内庁は、著者が本作品において「皇室が出席する行事に対して『無意味で形式的』との決め付け」や「皇室によるハンセン病問題への関与に対しての無視｣を行っているとして、特に後者についての著者の見解を求める公開質問を行った。
2月13日、外務省は会見を開き、駐オーストラリア大使を通じてオーストラリア外務貿易省副次官に抗議文を渡すとともに、宮内庁侍従長署名の抗議文も合わせて提出したと発表した。外務省報道官は会見で次のように述べた。
『日本国の象徴』であり『日本国民統合の象徴』としての立場にある天皇陛下をはじめとする皇室の方々、更には日本国民を侮辱するとともに、実態と乖離した皇室像を描いていることについて、日本政府としてこのような書物を看過することはできないということで抗議を行った。
これについて著者は、「私を威圧する企てには断固として応じないし、でたらめや私の本についての事実誤認についても応じる気はない」と述べ、謝罪を拒否した。さらに、宮内庁を雅子妃の健康状態についての責任があると告発した。
アデレードでの著者の講演会に対し、外務省在メルボルン日本国総領事館が講演を中止するよう圧力をかけたと著者が主張した。加来至誠メルボルン総領事はマイケル・ダンフィー日濠友好協会会長に対し、同書には事実誤認があり皇族に無礼であるという個人的見解を、友人として個人的に伝えたと認めたが、総領事館が圧力をかけた事実はないと日本側は主張した。
2月16日、講談社は上記のような著者の態度について「原書の明らかな事実誤認に対して、著者がマスコミの取材に『修正、謝罪する必要はない』とした姿勢は容認できるものではない」「版元と著者との信頼関係を保つことができない」と判断し発売の中止を決めた（翻訳作業中に原書に事実誤認が多数見つかり、著者の了解を得た上で再調査・修正を経て、日本語版の原稿はほぼ完成していたとしたとしている）。これに対して著者は、表現の自由に対する攻撃だとして反発、さらに日本政府について、「検閲を行った上に講談社に出版を止めるよう圧力をかけた」と非難した。
最終的に日本語版は2007年8月に第三書館から出版された。これについてすべての全国紙、主要な地方紙と雑誌が本書の広告掲載を拒否した。『朝日新聞』は掲載拒否について「公の機関の反応も鑑み」と弁明した。日本の戦後言論出版史において、メディアが右派・左派ともに一斉に広告の掲載拒否をした前例はない。ただし『日刊ゲンダイ』は広告と書評を掲載し、また『週刊金曜日』、『世界』（岩波書店）、『ちくま』（筑摩書房）の3誌が広告を掲載した。
著者のベン・ヒルズは来日し、2007年9月21日に日本外国特派員協会で記者会見を行った。出席者はヒルズのほか、北川明（第三書館社長）、藤田真利子（『プリンセス・マサコ』訳者）、野田峯雄（『「プリンセス・マサコ」の真実』著者）、なだいなだ。会見ではヒルズが、「講談社は勝手に原書から記述を149ヶ所も削除した」と述べ、同社を批判したほか、北川も、6大新聞が広告掲載を拒否したことについて不満を述べた。

## 関連書籍
- ベン・ヒルズ著、藤田真利子訳『【完訳】プリンセス・マサコ - 菊の玉座の囚われ人』第三書館 2007年8月、ISBN 978-4-8074-0707-1
- 野田峯雄『「プリンセス・マサコ」の真実-“検閲”された雅子妃情報の謎』第三書館、2007年8月、ISBN 978-4-8074-0708-8